# Jacquardwebstuhl
Als Jacquardwebstuhl bezeichnet man den von Joseph-Marie Jacquard weiterentwickelten Webstuhl.

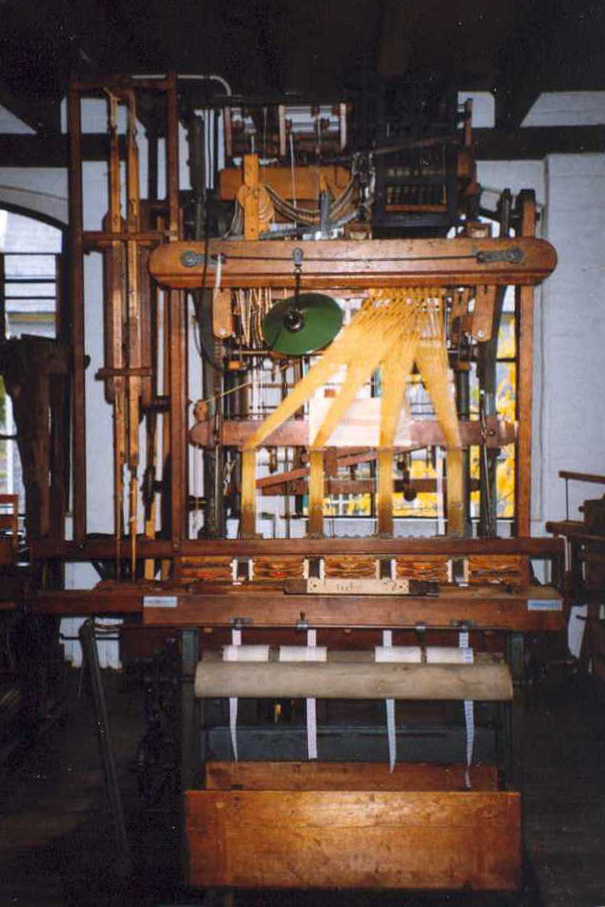
Jacquard-Webstuhl

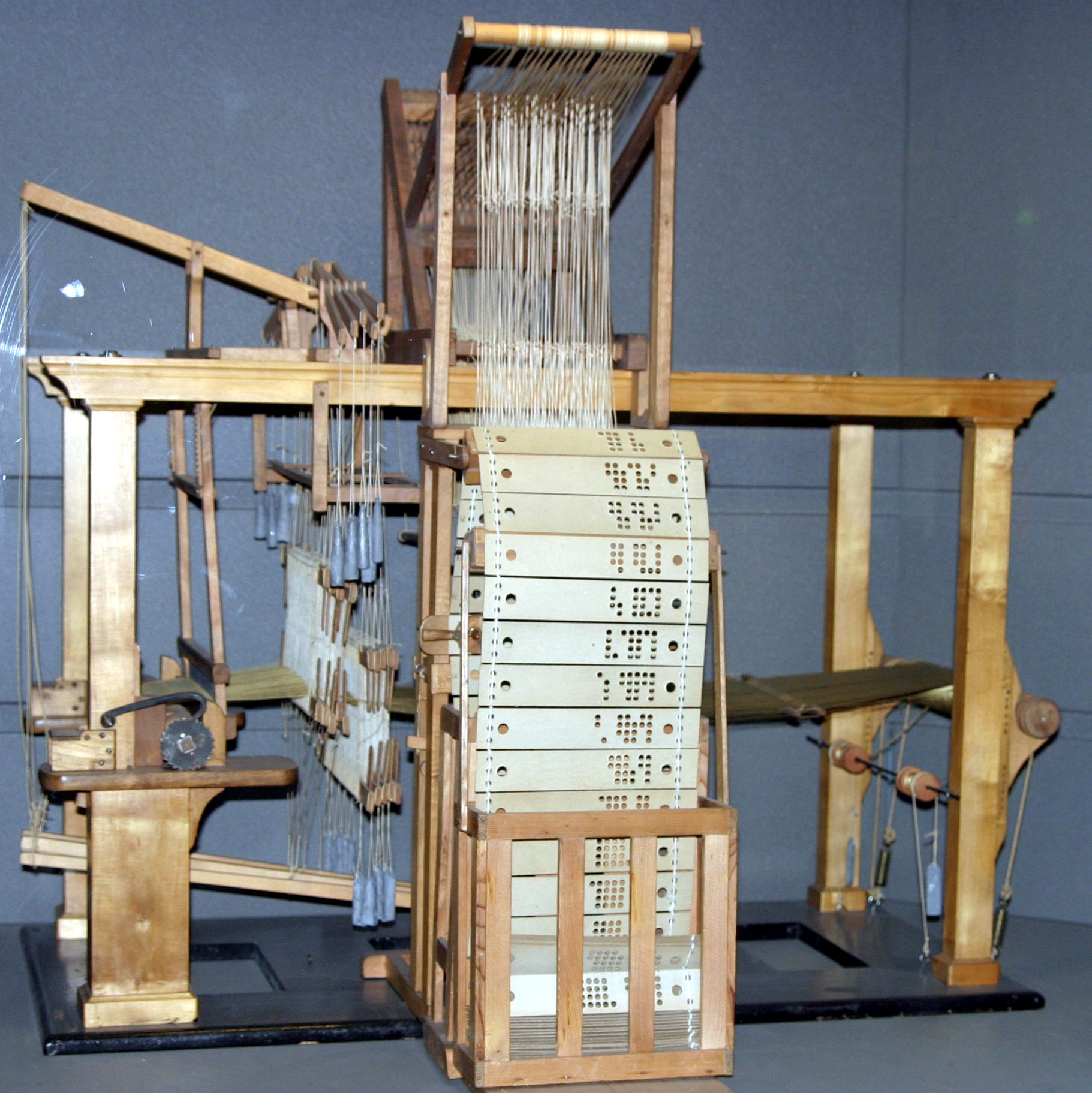
Modell eines Jacquard-Webstuhls, für jeden unabhängig steuerbaren Kettensatz gibt es eine Lochreihe auf der Karte

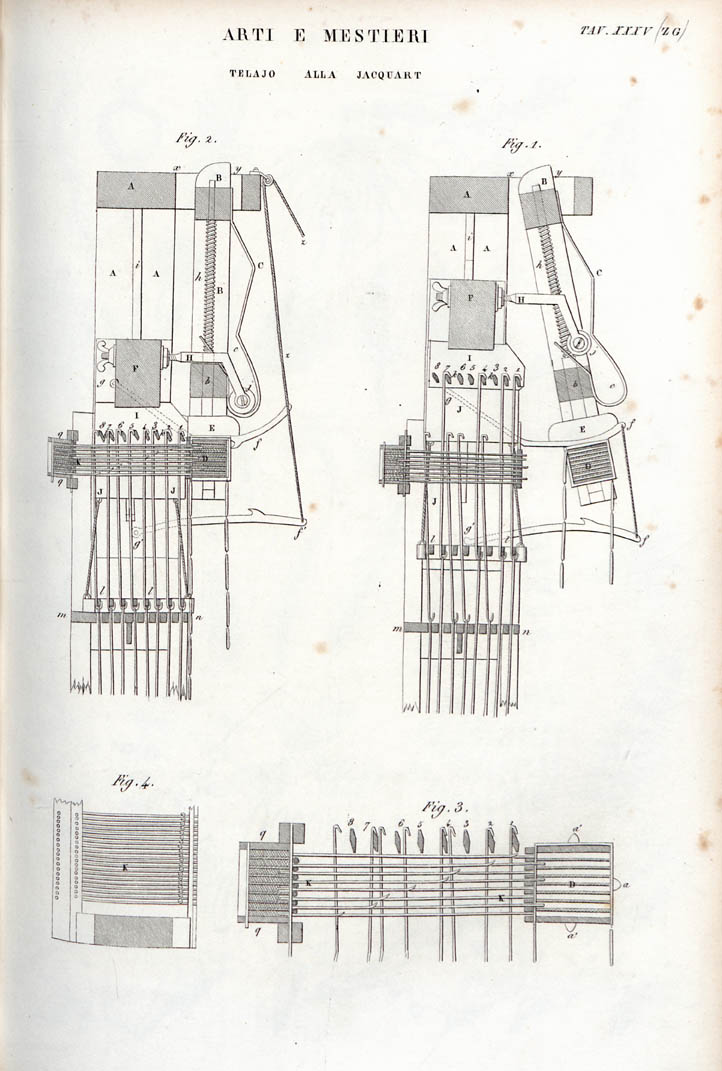
Jacquardwebstuhl, 1849

Schon in prähistorischer Zeit gab es in vielen Teilen der Welt einfache Webstühle. Doch erst 1785 erfand der Engländer Edmund Cartwright den ersten mechanischen Webstuhl. Eine erhebliche Verbesserung brachte schließlich am 19. April 1805 die Webmaschine des französischen Seidenwebers Joseph-Marie Jacquard (1752–1834). Gesteuert durch je eine Lochkarte pro Schuss werden mit ihm Kettfäden einzeln hochgezogen und so das Weben groß gemusterter Gewebe ermöglicht (Jacquardmusterung). Der Unterschied zu Damastwebstühlen, mit deren Hilfe ähnliche Gewebe hergestellt werden, besteht darin, dass dort Kettfäden nur in Gruppen ausgehoben werden können.
Nach dem jacquardschen Prinzip wurden einige Jahrzehnte später auch Musterungsvorrichtungen für Strick- und Wirkmaschinen konstruiert.

## Funktionsweise der Webmaschine mit Jacquardeinrichtung
Einzelne Litzen sind an Hebeschnüren (Harnischen) befestigt, die an speziellen Haken (Platinen) hängen. Durch die vertikale Bewegung der Platinen werden bei jeder Maschinenumdrehung einzelne Kettfäden in den oberen oder unteren Teil des Webfaches geleitet.

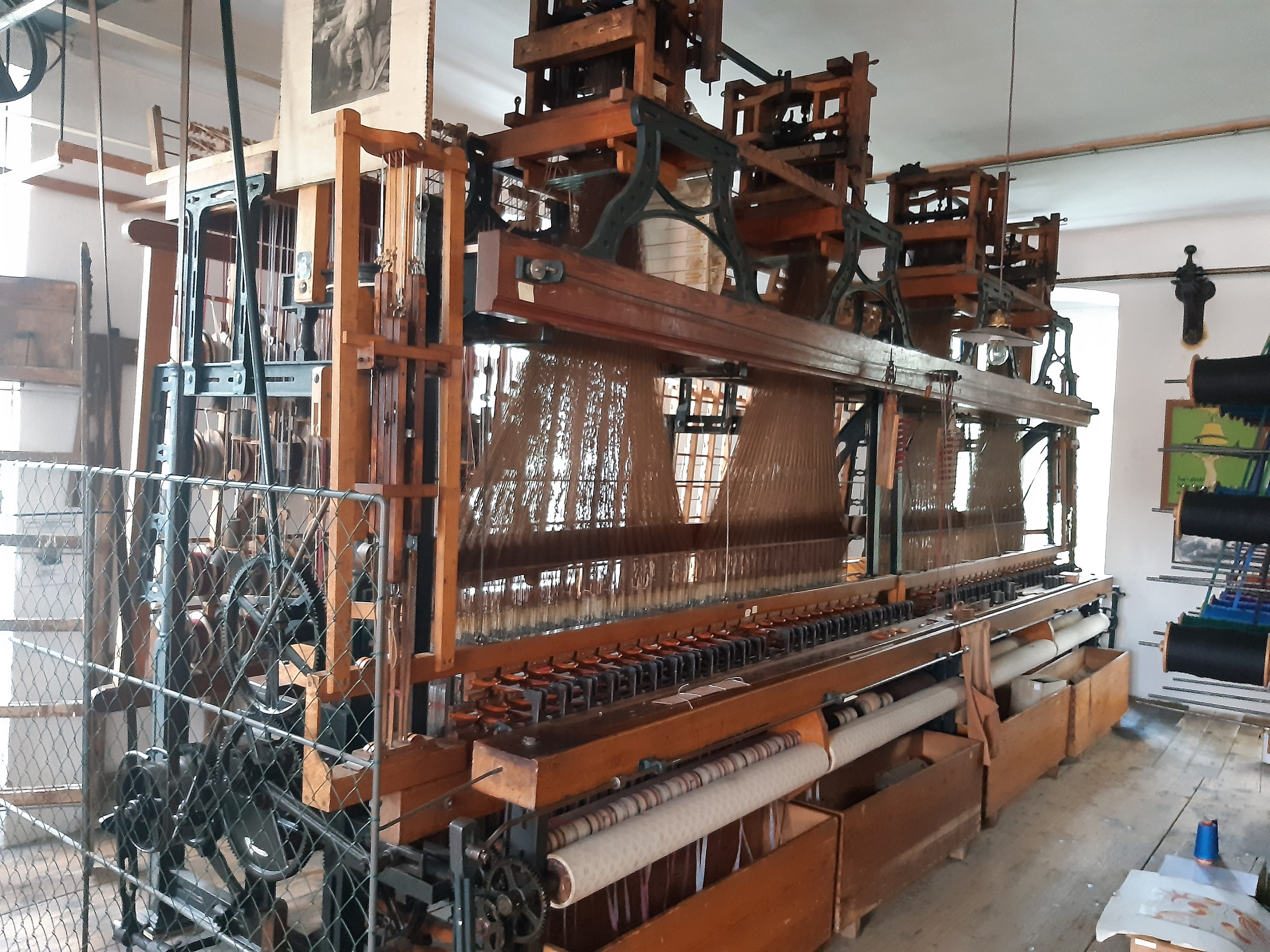
Jacquard-Bandwebstuhl im Textilmuseum Groß-Siegharts

Beim ursprünglichen Jacquardwebstuhl wurden die Platinenbewegungen durch Lochkarten gesteuert, wobei je Schuss eine Lochkarte benötigt wird. Dies war eine der ersten bekannten Anwendungen der Lochkartentechnik überhaupt. Aufgrund der zahlreich benötigten Lochkarten etablierte sich für die Herstellung der Karten das Berufsbild der Kartenschlägerin. Die meisten neueren Einrichtungen arbeiten mit elektromagnetischer Übertragung der vom Computer gegebenen Steuerungsimpulse.
Moderne Jacquardmaschinen arbeiten mit bis zu 24.000 Platinen. Das bedeutet, dass das gewebte Muster die Größe einer ganzen Webmaschinenbreite erreichen kann.
Im Jahr 2007 sollte eine Jacquardmaschine auf den Markt kommen, bei der die Litzen ohne das komplizierte System der Harnische gesteuert werden.

## Funktionsfähige Jacquard-Webstühle
In der Historischen Schauweberei Braunsdorf sind mehrere voll funktionsfähige Webstühle mit Jaquard-Steuerung in Betrieb, ebenso im Textil- und Rennsportmuseum Hohenstein-Ernstthal, in der ehemaligen Paramentenweberei Hubert Gotzes (heute: Haus der Seidenkultur) in Krefeld sowie im Deutschen Damast- und Frottiermuseum Großschönau.
Ein alter Jacquard-Webstuhl mit Lochkartensteuerung wird im Betrieb vorgeführt u. a. im Tuchmachermuseum in Bramsche bei Osnabrück. Ein voll funktionsfähiger Jacquard-Webstuhl mit Lochkartensteuerung befindet sich im „Technischen Museum der Bandweberei“ in Großröhrsdorf. Alte Jacquard-Webstühle waren auch noch bei der „Mechanischen Weberei H. Egelkraut“ in Trutzhain im Einsatz und wurden vorrangig zur Produktion von Kleinmengen an Stoffen für Kirchen, Theater, Film, Musikinstrumente oder Trachten verwendet. Auch im Textilmuseum von Roubaix und in der Bandweberei Kafka in Wuppertal-Langerfeld gibt es funktionsfähige Maschinen.
Außerdem sind mehrere dieser Lochkarten-Jaquard-Webstühle im Maison de Canuts in Lyon, der Geburtsstadt von Jacquard zu sehen und teilweise für Vorführungen in Betrieb.
Noch heute werden in der früheren Möbelstoff-Weberei Cammann & Co., heute Cammann Gobelin Manufaktur in Braunsdorf bei Chemnitz, hochwertige Möbelbezugs- und Dekorationsstoffe auf 60 Jahre alten Chemnitzer Schönherr-Webstühlen mit Lochkarten nach dem Prinzip von Joseph-Marie Jacquard hergestellt.
In Österreich zeigt das Textilmuseum Groß-Siegharts einen funktionierenden Jacquard-Bandwebstuhl.